# Y Thanh Hà Niê Kđăm
Y Thanh Hà Niê Kđăm là một chính khách người Việt Nam. Ông hiện là Ủy viên Ban Chấp hành Trung ương, Bí thư Tỉnh ủy Lâm Đồng, Ủy viên Đảng ủy Quân khu 7 nhiệm kỳ 2020 - 2025.
Ông từng là Uỷ viên Uỷ ban Thường vụ Quốc hội, Chủ tịch Hội đồng Dân tộc của Quốc hội khóa XV , Bí thư Đảng ủy Khối Doanh nghiệp Trung ương, Bí thư Thành ủy Buôn Ma Thuột.

## Tiểu sử và giáo dục
Ngày sinh: 23/12/1973
Ngày vào Đảng: 5/10/2000
Quê quán: thị trấn Ea Pốk, huyện Cư M'gar, tỉnh Đắk Lắk
Dân tộc: Ê-Đê
Trình độ lý luận chính trị: Cao cấp
Trình độ chuyên môn: Thạc sĩ Quản lý công, Cử nhân Kinh tế đối ngoại, Cử nhân Chính trị chuyên ngành Công tác tổ chức

## Quá trình công tác
Ông là cán bộ trẻ, trưởng thành từ cơ sở, được đào tạo cơ bản, đã trải qua nhiều vị trí công tác khác nhau ở địa phương. Ông từng giữ chức Đội phó Đội nghiệp vụ, Chi cục Hải quan Buôn Ma Thuột; Phó Trưởng phòng Tổ chức cán bộ, Phó Trưởng phòng Cơ sở Đảng, Đảng viên của Ban Tổ chức Tỉnh ủy Đắk Lắk; Tỉnh ủy viên, Bí thư Huyện ủy Cư M’Gar; Ủy viên Ban Thường vụ Tỉnh ủy, Bí thư Thành ủy Buôn Ma Thuột.Tại Đại hội Đại biểu Toàn quốc lần thứ 12 của Đảng Cộng sản Việt Nam, ông được bầu làm Ủy viên Dự khuyết Ban Chấp hành Trung ương Đảng.

## Sự nghiệp

### Tỉnh Đắk Lắk
Từ tháng 4/1993 - 2/1995: Được tuyển dụng vào ngạch Hải quan tại Cục Hải quan Đắk Lắk và tiếp tục theo học chương trình Cử nhân cao đẳng Kinh tế đối ngoại tại Trường Đại học Ngoại thương Hà Nội
- Từ tháng  2/1995 - 12/2001: Công tác tại Phòng Giám sát quản lý thuộc Hải quan Đắk Lắk, làm nhân viên kiểm tra hàng xuất nhập khẩu
- Từ tháng  1/2002 - 12/2004: Phó Đội trưởng Đội nghiệp vụ thuộc Chi cục Hải quan Buôn Ma Thuột, Cục Hải quan tỉnh Đắk Lắk
- Từ tháng 1/2005 - 12/2008: Chuyển công tác về Ban Tổ chức Tỉnh ủy Đắk Lắk, được phân công là Phó Trưởng phòng Tổ chức Cán bộ.
- Từ tháng 12/2008 - 7/2011: Phó Trưởng phòng Cơ sở Đảng và Đảng viên, Ban Tổ chức Tỉnh ủy Đắk Lắk; tham gia học chương trình Thạc sĩ liên kết giữa Đại học Kinh tế, Đại học Quốc gia Hà Nội với Đại học Uppsala-Thụy Điển ngành Quản lý công tại Đại học Quốc gia Hà Nội.
- Từ tháng 7/2011 - 12/2013: Thành ủy viên, Ủy viên Ban Thường vụ rồi Phó Bí thư Thành ủy Buôn Ma Thuột.
- Từ tháng 1/2014 - 5/2015: Tỉnh ủy viên, Bí thư Huyện ủy Cư M’gar.
- Từ tháng 5/2015 - 10/2015: Tỉnh ủy viên, Bí thư Thành ủy Buôn Ma Thuột.
- Từ tháng 10/2015 - 1/2016: Ủy viên Ban Thường vụ Tỉnh ủy, Bí thư Thành ủy Buôn Ma Thuột.
- Từ tháng 1/2016  - 2/2019: Ủy viên dự khuyết Trung ương Đảng khóa XII, Ủy viên Ban Thường vụ Tỉnh ủy, Bí thư Thành ủy Buôn Ma Thuột.

### Đảng ủy Khối Doanh nghiệp Trung uơng
Ngày 4 tháng 3 năm 2019, tại Hà Nội, ông Phạm Minh Chính, Ủy viên Bộ Chính trị, Bí thư Trung ương Đảng, Trưởng Ban Tổ chức Trung ương đã trao quyết định số 1088-QĐNS/TW của Bộ Chính trị quyết định, Y Thanh Hà Niê Kđăm, Ủy viên dự khuyết Trung ương Đảng, Ủy viên Ban Thường vụ Tỉnh ủy, Bí thư Thành ủy Buôn Ma Thuột, tỉnh Đắk Lắk, thôi tham gia Ban Chấp hành, Ban Thường vụ Tỉnh  ủy Đắk Lắk nhiệm kỳ 2015-2020 và chỉ định Y Thanh Hà Niê Kđăm tham gia Ban Chấp hành, Ban Thường vụ, giữ chức Bí thư Đảng ủy Khối Doanh nghiệp Trung ương nhiệm kỳ 2015-2020.
Ngày 30 tháng 1 năm 2021, tại Đại hội Đảng toàn quốc lần thứ XIII, ông được bầu vào Ban Chấp hành Trung ương Đảng Cộng sản Việt Nam khóa XIII.

### Quốc hội Việt Nam
Tháng 6 năm 2021: Hội đồng bầu cử Quốc gia công bố trúng cử Đại biểu Quốc hội khóa XV
Tháng 7 năm 2021, tại kỳ họp thứ nhất, Quốc hội khóa XV, ông được bầu làm Chủ tịch Hội đồng Dân tộc.